# Hartmut Bitomsky

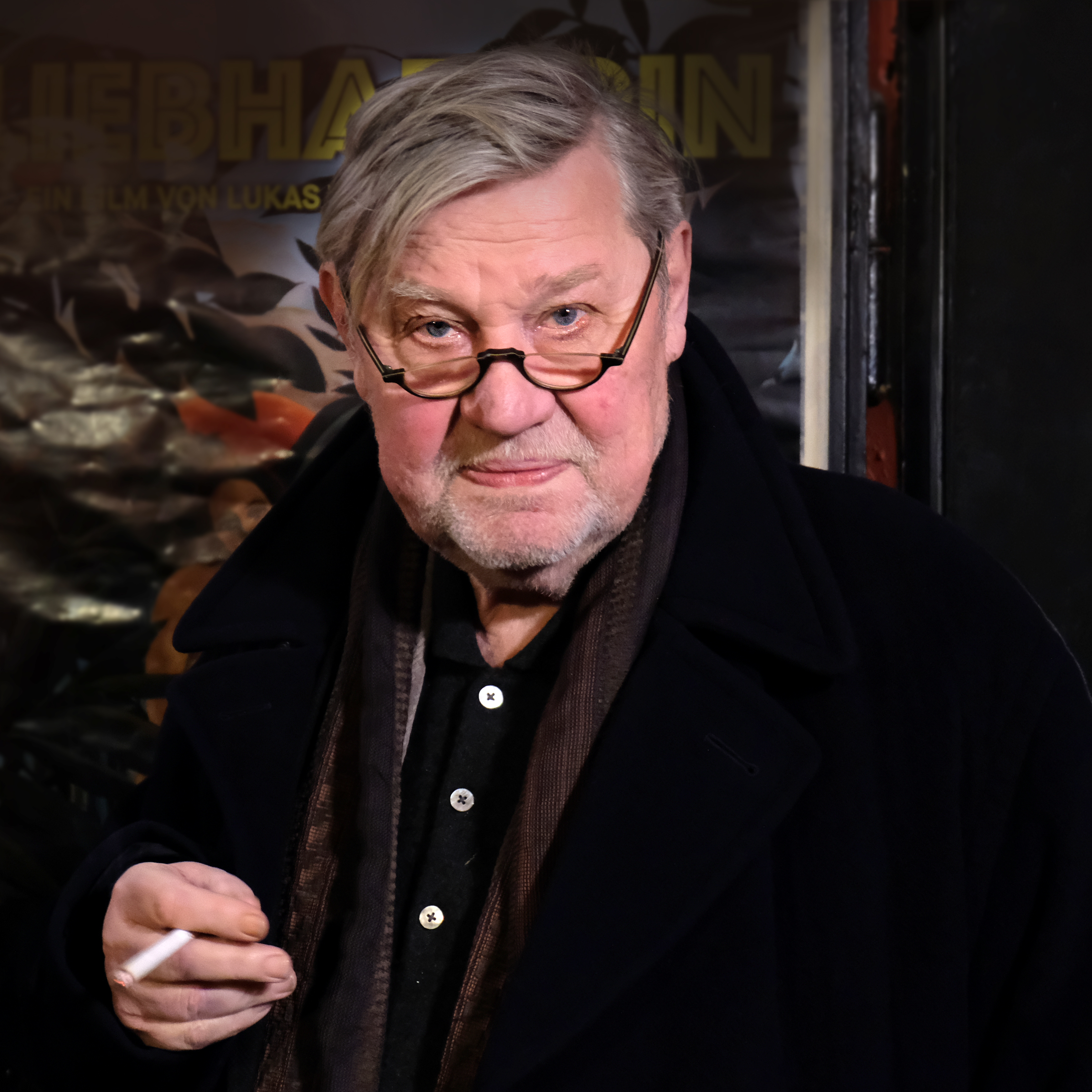
Hartmut Bitomsky (2024)

Hartmut Bitomsky (* 10. Mai 1942 in Bremen) ist ein deutscher Filmemacher und Filmproduzent. Er war von 2006 bis 2009 der Direktor der Deutschen Film- und Fernsehakademie Berlin (dffb).

## Biografie
Bitomsky studierte ab 1962 an der Freien Universität Berlin Theaterwissenschaft, Germanistik und Publizistik. Im Gründungsjahr 1966 wechselte er an die Deutsche Film- und Fernsehakademie Berlin. Er war einer der achtzehn 1968 relegierten Studenten der dffb. Seit 1993 war er Dekan und Dozent am Film & Video Department des California Institute of the Arts. Als Nachfolger Reinhard Hauffs war er von Januar 2006 bis Juli 2009 der Direktor der dffb. Er schied aus gesundheitlichen Gründen aus.
Das filmische Schaffen von Hartmut Bitomsky, das insgesamt mehr als 40 Filme umfasst, besteht u. a. aus den folgenden Werken:
Nach einigen kleineren Arbeiten in den 1960ern erreichten zwei gemeinsam mit Harun Farocki gedrehte Filme, die Begriffe der politischen Ökonomie von Karl Marx lehrhaft darstellten, erste größere Resonanz. Nach ihren Uraufführungen bei den Internationalen Kurzfilmtagen in Oberhausen 1970 bzw. im Internationalen Forum des Jungen Films in Berlin 1971 wurden Die Teilung aller Tage und Eine Sache, die sich versteht (15x) auch auf einigen weiteren kleineren Filmfestivals gezeigt und in Zeitschriften besprochen.
Der 1975 für das Kino gedrehte Spielfilm Auf Biegen oder Brechen, mit Jo Bolling und Lisa Kreuzer in den Hauptrollen, erfüllte die Hoffnungen, ein größeres Publikum zu erreichen, nicht.
Als verlässlichster Partner für Bitomskys Projekte erwies sich über die Jahre immer wieder die Filmredaktion des Westdeutschen Rundfunks. So entstand u. a. die sogenannte Deutschland-Trilogie, bestehend aus den Filmen Deutschlandbilder (1983), Reichsautobahn (1986) und Der VW-Komplex (1989), in Koproduktion mit dem WDR, wobei verantwortlicher Redakteur jeweils Werner Dütsch war. Diese Filme begründeten maßgeblich Bitomskys Ruf als auch international namhafter und bedeutender Dokumentarfilm-Regisseur.
Zahlreiche Fernsehbeiträge Bitomskys waren einzelnen Filmen gewidmet – so 1981 ein Beitrag über Jean-Luc Godards Sauve qui peut (la vie), andere einzelnen Regisseuren – z. B. 1976 eine Sendung über das Kino von John Ford: Der Schauplatz des Krieges. Einzelnen Motiven der Filmgeschichte ging eine weitere Trilogie nach: Das Kino und der Tod (1988), Das Kino und der Wind und die Photographie sowie Kino Flächen Bunker (beide 1991).
Der Dokumentarfilm B-52 (1997–2000), über den durch den Einsatz im Vietnamkrieg bekannten Langstreckenbomber der US-Luftwaffe Boeing B-52, lief im „Forum“-Programm der Berlinale 2001. Staub (2007) hatte seine Premiere in der Sektion „Orrizontti“ der Filmfestspiele von Venedig 2007.
1987 erhielt Bitomsky den Adolf-Grimme-Preis mit Gold für seinen Film Reichsautobahn. Für den TV-Film Das Kino und der Tod erhielt er 1989 den Sonderpreis des Kultusministers von Nordrhein-Westfalen beim Adolf-Grimme-Preis.
Neben der eigenen Regiearbeit wirkte Bitomsky in einigen Filmen befreundeter Regisseure auch als Darsteller mit, so u. a. in System ohne Schatten von Rudolf Thome.
Bitomskys bislang letztes Werk ist die 2010 im Neuen Berliner Kunstverein präsentierte Installation Shakkei – Geborgte Landschaft, für die er Material der Dreharbeiten zu den Filmen B-52 und Staub verwertete. Das Material dieser Installation wiederum montierte er unter demselben Titel zu einem fast dreistündigen Essayfilm, dessen Uraufführung 2017 im Rahmen der Viennale stattfand.

## Filmografie (Auswahl)
- 1967: 3000 Häuser
- 1970: Die Teilung aller Tage (gemeinsam mit Harun Farocki)
- 1971: Eine Sache, die sich versteht (gemeinsam mit Harun Farocki)
- 1973: Einmal wirst auch Du mich lieben – Über die Bedeutung von Heftromanen (gemeinsam mit Harun Farocki)
- 1974: Kino/Kritik – Über die Wörter, den Sinn und das Geld von Filmen
- 1975: Auf Biegen oder Brechen
- 1977: Die Karawane der Wörter
- 1980/1981: Highway 40 West – Reise in Amerika
- 1983: Deutschlandbilder
- 1985/1986: Reichsautobahn
- 1988: Das Kino und der Tod
- 1988/1989: Der VW Komplex
- 1991: Kino Flächen Bunker
- 1991: Das Kino und der Wind und die Photographie
- 1992/1993: Die UFA
- 1993: Imaginäre Architektur – Der Baumeister Hans Scharoun
- 2001: B-52
- 2007: Staub

## Schriften

### Bücher
- Hartmut Bitomsky: Die Röte des Rots von Technicolor. Kinorealität und Produktionswirklichkeit. Luchterhand, Sammlung Luchterhand, Band 69, Neuwied, Darmstadt 1972
- Jutta Pirschtat (Hrsg.): Die Wirklichkeit der Bilder. Der Filmemacher Hartmut Bitomsky. Filmwerkstatt, Essen 1992. Darin u. a. die Filmtexte von Deutschlandbilder, Reichsautobahn, Das Kino und der Tod, Das Kino und der Wind und die Photographie und Die UFA sowie Aufzeichnungen zu den Filmen Highway 40 West und Der VW Komplex.
- Ilka Schaarschmidt (Hrsg.): Hartmut Bitomsky. Kinowahrheit. Vorwerk 8, Band 8, Berlin 2003. ISBN 3-930916-54-1. Darin die Wiederveröffentlichung von ca. zwanzig ursprünglich in der Filmkritik und an anderen Orten publizierten Texten sowie, als Originalbeitrag, Auszüge aus einem Arbeitsjournal zu dem Film B-52.
- Hartmut Bitomsky: Geliehene Landschaften. Zur Praxis und Theorie des Dokumentarfilms. Neuer Berliner Kunstverein; Verlag der Buchhandlung Walther König, Köln, 2012. ISBN 978-3-86560-815-4

Bitomsky war von 1974 bis 1984 Redakteur und zeitweise Mitherausgeber der Zeitschrift Filmkritik.

### Aufsätze (Auswahl)
- Geschichtsunterricht - seit seiner Entstehung / Ein Film und seine kommerzielle Zensur. In: Filmkritik, Nr. 209, vom Mai 1974.
- Lola Montez: „Die bezeichnende Lust und der bezeichnete Schmerz“. In: Filmkritik, Nr. 210, vom Juni 1974.
- Das Salz und das Brot. In: Literaturmagazin, Nr. 3, Rowohlt, Reinbek 1975, S. 280–289
- Das goldene Zeitalter der Kinematographie. In: Filmkritik, Nr. 237, vom September 1976 (Mitarbeit: Traudl Kühn, Werner Dütsch).
- Gelbe Streifen. Strenges Blau. Passage durch Filme von John Ford. 4 Teile. Teil 1 in: Filmkritik, Nr. 258, Nr. 6, Juni 1978, S. 283–335; Teil 2 in: Filmkritik, Nr. 267, Nr. 3, März 1979, S. 39–95; Teil 3 in: Filmkritik, Nr. 284, Nr. 8, August 1980, S. 341–377; Teil 4 in: Retrospektive John Ford, eine Publikation der Viennale, herausgegeben von Astrid Johanna Ofner und Hans Hurch, Viennale, Wien 2014, ISBN 978-3-901770-38-8.
- Was mag Chris Parker in diesem Augenblick machen? (über Jim Jarmusch's Permanent Vacation). In: Filmkritik, Nr. 298, vom Oktober 1981.
- Moderne Bilder (über Lumière-Filme). In: Filmkritik, Nr. 299–300, vom November–Dezember 1981.
- Reise in Amerika - Highway 40 West. In: Filmkritik, Nr. 310, 1982, S. 446–505
- Cliffhanger (über Wim Wenders’ Hammett). In: Filmkritik, Nr. 314, vom Februar 1983.
- (Über Michael Cimino's) Heaven's Gate. In: Filmkritik, Nr. 318, vom Juni 1983.
- Der Kotflügel eines Mercedes-Benz. Nazikulturfilme. Teil I in: Filmkritik, Nr. 322, Heft 10/1983; Teil II in: Filmkritik, Nr. 324, Heft 12/1983.
- (Über John Cassavetes’) Love Streams. In: Filmkritik, Nr. 327–328, Heft 3–4/1984.
- Der letzte der Cahiers du Cinéma (über Jean-Luc Godards Prénom Carmen). In: Filmkritik, Nr. 331–332, Heft 7–8/1984.
- Wie kann man Amerikaner sein?. In: Die Früchte des Zorns und der Zärtlichkeit - Werkschau Danièle Huillet / Jean-Marie Straub und ausgewählte Filme von John Ford, eine Publikation der Viennale, Direktion: Hans Hurch, Konzept und Textauswahl: Astrid Johanna Ofner, Viennale, Wien 2004, ISBN 3-901770-15-1.